# Sametingsval
Sametingsval hålls till de tre sametingen i Sverige, Norge, Finland och Ryssland.

## Sametingsval i Finland
Varje same som är myndig medborgare i Finland har rösträtt till Sametinget (Finland). Som same räknas var och en som själv räknar sig som same, under förutsättning att antingen personen själv har, eller en av hennes/hans föräldrar eller mor- eller farföräldrar har haft, ett samiskt språk som första språk, eller att personen är ättling till en person som varit uppförd som fjäll-, skogs- eller sjösame i jordeböcker eller mantalslistor. 
Det senaste valet hölls hösten 2011.

## Sametingsval i Norge
Huvudartikel: Sametinget (Norge)#Val
Alla registrerade i Sametinget (Norge)s valmanslista är valbara och kan rösta i sametingsvalen, vilka hålls samtidigt med stortingsvalen, det vill säga vart fjärde år. 
Det senaste valet hölls 2017. Nästa val planerad till september 2017.

## Sametingsval i Ryssland
Ledamöter i Sametinget (Ryssland) utses av delegater, som representerar samisamhällen i Murmansk oblast.

## Sametingsval i Sverige
Huvudartikel: Val till Sametinget (Sverige)
Val hålls vart fjärde år sedan 1993. Val har hållits 19 maj 2013, 21 maj 2017 och 16 maj 2021.
Valsystemet till Sametinget (Sverige) är proportionellt. Alla som uppfattar sig som same och har eller har haft samiska som språk hemma, om föräldrar, far- eller morföräldrar har eller har haft samiska som språk i hemmet eller om en förälder är eller har varit upptagen i röstlängden, har fyllt eller fyller 18 år senast på valdagen, och är svensk medborgare, upptas på begäran i röstlängden.